# The St. Regis Macao och Londoner Court
The St. Regis Macao och Londoner Court är två lyxhotell som återfinns i ett och samma höghus, som är byggd ovanpå kasinot The Londoner Macao i Cotai i Macao i Kina. Själva höghuset ägs av Sands China, dotterbolag till det amerikanska Las Vegas Sands, medan själva lyxhotellen drivs av St. Regis Hotels & Resorts (The St. Regis Macao; kinesiska: 澳门瑞吉酒店) och själva kasinot (Londoner Court; kinesiska: 伦敦人阁). Höghuset har totalt 768 hotellrum, där The St. Regis Macao har 400 rum i halva höghuset medan Londoner Court har 368 hotellsviter i resten av höghuset.
Konstruktionen av kasinot inleddes redan 2006 men fick stoppas två år senare på grund av den rådande globala finanskrisen. År 2010 återupptog man bygget och kasinot stod färdig i april 2012 tillsammans med höghusen som innefattade Conrad Macao, Holiday Inn Macao och Sheraton Grand Macao Hotel för en kostnad på 4,4 miljarder amerikanska dollar. Den 11 april invigdes allting utom höghusen för Sheraton. Den 17 december 2015 invigdes kasinokomplexets fjärde höghus för hotellverksamhet och där St. Regis skulle användas som hotellkoncept. År 2017 meddelade Sands att hela kasinokomplexet skulle genomgå en större renovering och där temat skulle vara Storbritanniens huvudstad London. Den skulle också byta namn till The Londoner Macao från och med 2020. St. Regis Macao skulle få ett nytt namn i The Londoner Tower Suites, dock blir St. Regis kvar som operatör, och få sina hotellsviter omgjorda. Sands påpekade också att renoveringen skulle innebära att den totala hotellkapaciteten skulle reduceras en aning. Hela renoveringen skulle kosta mellan $1,35–2,2 miljarder att färdigställa och skulle vara slutförd senast någon gång under 2021. Den 8 februari 2021 invigdes första fasen av The Londoner Macao efter renoveringen.